# Cappelle sul Tavo
Cappelle sul Tavo là một đô thị thuộc tỉnh Pescara trong vùng Abruzzo của Ý. Ý. Đô thị này có diện tích 5 km², dân số 3691 người. Các đô thị giáp ranh gồm: Città Sant'Angelo, Collecorvino, Montesilvano, Moscufo, Spoltore.